# Provincia marítima de Tenerife
La provincia marítima de Tenerife es una de las treinta provincias marítimas en que se divide el litoral de España. Comprende las aguas de las islas de Tenerife, La Palma, La Gomera y El Hierro.
Se creó el 27 de noviembre de 1867 cuando la provincia marítima de Canarias, creada el 30 de julio de 1845, se dividió en dos provincias, la de Las Palmas y la de Tenerife. 
La capitanía de esta provincia marítima está situada en Santa Cruz de Tenerife. Su puerto más importante es el puerto de Santa Cruz de Tenerife.
De este a oeste consta de los siguientes distritos marítimos:
- Santa Cruz de Tenerife (TE-1): desde la punta Teno hasta la punta Montaña Amarilla por el norte.
- Los Cristianos (TE-2): Dñdesde la punta Teno hasta la punta Montaña Amarilla por el sur.
- Santa Cruz de La Palma (TE-3): comprende el litoral de la isla de La Palma.
- San Sebastián de La Gomera (TE-4): comprende el litoral de la isla de La Gomera.
- El Hierro (TE-5): comprende el litoral de la isla del Hierro.